# Сен-Дени-дю-Пен
Сен-Дени́-дю-Пен (фр. Saint-Denis-du-Pin) — коммуна во Франции, находится в регионе Пуату — Шаранта. Департамент коммуны — Шаранта Приморская. Входит в состав кантона Сен-Жан-д’Анжели. Округ коммуны — Сен-Жан-д’Анжели.
Код INSEE коммуны — 17277.

## Население
Население коммуны на 2010 год составляло 729 человек.
| 1962 | 1968 | 1975 | 1982 | 1990 | 1999 | 2010 |
| ---- | ---- | ---- | ---- | ---- | ---- | ---- |
| 708  | 685  | 628  | 668  | 678  | 702  | 729  |